# Ča-ča
Ča-ča-ča je najmlajši ples med latinsko-ameriškimi plesi, saj je nastal leta 1953 v Havani na Kubi. Pogosto je gibanje bokov, kolen in stopal, njegov karakter je vesel pogovor med bratom in sestro.